# Abaújvár
Abaújvár är en ort (by) i provinsen Borsod-Abaúj-Zemplén i nordöstra Ungern. Orten har 253 invånare (2024), på en yta av 7,35 km². Den ligger vid gränsen till Slovakien, cirka 61 kilometer nordost om Miskolc.

## Historia
Under 1000-talet tillhörde orten Abaklanen, en av de viktigaste familjerna i Ungern under den tiden. Orten nämndes första gången 1046, men ett slott stod här långt mycket tidigare. Ett nytt stenslott byggdes av kung Samuel Aba. Namnet betyder Abas nya slott. Slottet, som idag inte finns längre, gav namnet till det historiska länet Abov (Abaúj på ungerska) som idag tillhör större delen av Borsod-Abaúj-Zemplén).
Under medeltiden låg orten nära en handelsväg till Polen som då var grannland till Kungariket Ungern.